# Tom Cannon
Tom Cannon (Aintree, 28 de diciembre de 2002) es un futbolista británico, nacionalizado irlandés, que juega en la demarcación de delantero para el Sheffield United F. C. de la EFL Championship.

## Trayectoria
Comenzó a jugar en la cantera del Everton F. C. a la edad de 10 años. En 2021 firmó su primer contrato profesional con por dos temporadas.
En la segunda mitad de la temporada 2022-23 fue cedido al Preston North End con el que jugó veinte partidos y marcó ocho tantos.
A pesar de que el examen médico reveló que sufría una fractura por estrés en la espalda, el Leicester City F. C. acabó fichándolo por 7,5 millones de libras y cinco temporadas de contrato en septiembre de 2023. En su primera temporada jugó un total de 16 partidos en los que anotó tres goles.
En la temporada 2024-25, a pesar de empezar la liga con los foxes, fue cedido al Stoke City por una temporada. Sus primeros goles, cuatro en el mismo partido, fueron contra el Portsmouth Football Club en un encuentro que acabó 6 a 1. Se canceló la cesión en enero, después de haber marcado once tantos en el primer tramo de la campaña, para ser traspasado al Sheffield United F. C.

## Selección nacional
Tras jugar en las categorías inferiores de la selección, finalmente el 11 de junio de 2024 hizo su debut con la selección de Irlanda saliendo desde el banquillo en el minuto 53 de partido en un amistoso contra Portugal que finalizó con un resultado de 3-0 a favor del combinado portugués.

## Clubes
| Club                             | País       | Año       | Partidos | Goles |
| -------------------------------- | ---------- | --------- | -------- | ----- |
| Everton F. C.                    | Inglaterra | 2022      | 3        | 0     |
| Preston North End F. C. (cedido) | Inglaterra | 2023      | 21       | 8     |
| Everton F. C.                    | Inglaterra | 2023      | 1        | 0     |
| Leicester City F. C.             | Inglaterra | 2023-2024 | 16       | 3     |
| Stoke City F. C. (cedido)        | Inglaterra | 2024-2025 | 25       | 11    |
| Sheffield United F. C.           | Inglaterra | 2025-     | 17       | 1     |